# Konkret musik
Konkret musik is het zesde studioalbum van Gösta Berlings Saga.
Het werd opnieuw een instrumentaal album waarbij er afgewisseld wordt tussen gitaar en synthesizer, die laatste kreeg hier in tegenstelling tot voorgaande albums een prominente plaats. De muziek ging daarbij richting filmmuziek en cyberpunk. Zelf omschreven ze het als een combinatie van twee uitersten (minimalisme met herhalende fragmenten en maximalisme) binnen de experimentele progressieve rock die ze altijd al speelden. Anderen omschreven het als een mengeling van Krautrock en avant-gardistische progressieve elektronische muziek uit het genre van Tangerine Dream (jaren 70), Kraftwerk en Jean-Michel Jarre. Het album werd geproduceerd door muziekproducenten Daniel Fagerström en Anton Sundell werkend binnen het alternatieve circuit (Viagra Boys, Tonbruket). Opnamen vonden plaats vanaf september 2019 tot maart 2020 in Studio Bruket en Magix Playground.

## Musici
- David Lundberg – toetsinstrumenten waaronder Fender Rhodes en mellotron
- Gabriel Tapper – basgitaar, baspedalen
- Rasmus Boberg – gitaren, synthesizers
- Alexander Skepp – drumstel, percussie
- Jesper Skarin - percussie

## Muziek
| Nr. | Titel                        | Duur |
| --- | ---------------------------- | ---- |
| 1.  | Släpad (GBS)                 | 5:06 |
| 2.  | Vinsta guldlocka (GBS)       | 2:39 |
| 3.  | Basement traps (GBS)         | 2:39 |
| 4.  | Close to home (GBS)          | 3:02 |
| 5.  | Konkret musik (GBS)          | 4:14 |
| 6.  | Closing borders (GBS)        | 0:59 |
| 7.  | To never return (GBS)        | 6:15 |
| 8.  | Instrument VI (GBS)          | 1:57 |
| 9.  | The puglist (GBS)            | 4:44 |
| 10. | A fucking good man (GBS)     | 1:45 |
| 11. | Förbifart Stockholm (GBS)    | 4:22 |
| 12. | A question of currency (GBS) | 3:33 |

Het album kreeg een korte speelduur, want net zoals andere albums werd het album ook op elpee uitgebracht. Een aantal weken voor dit album bracht GBS een digitaal livealbum uit onder de titel Artefacts Live.